# Vimbodí
Vimbodí és la vila que fa de capital del terme municipal de Vimbodí i Poblet, a la Conca de Barberà. Fins a l'any 2006 el terme municipal era anomenat senzillament «Vimbodí». Després d'un ple municipal i la publicació al DOGC, ha passat a anomenar-se Vimbodí i Poblet, a causa dels lligams amb el monestir cistercenc de Poblet, quatre quilòmetres al sud-est del nucli urbà de Vimbodí.
L'entitat de població de Vimbodí està situada al peu de la carretera N-240 entre l'Espluga de Francolí i Vinaixa. Té accés a l'autopista AP-2 i està comunicada per carreteres locals amb Vallclara i Poblet.

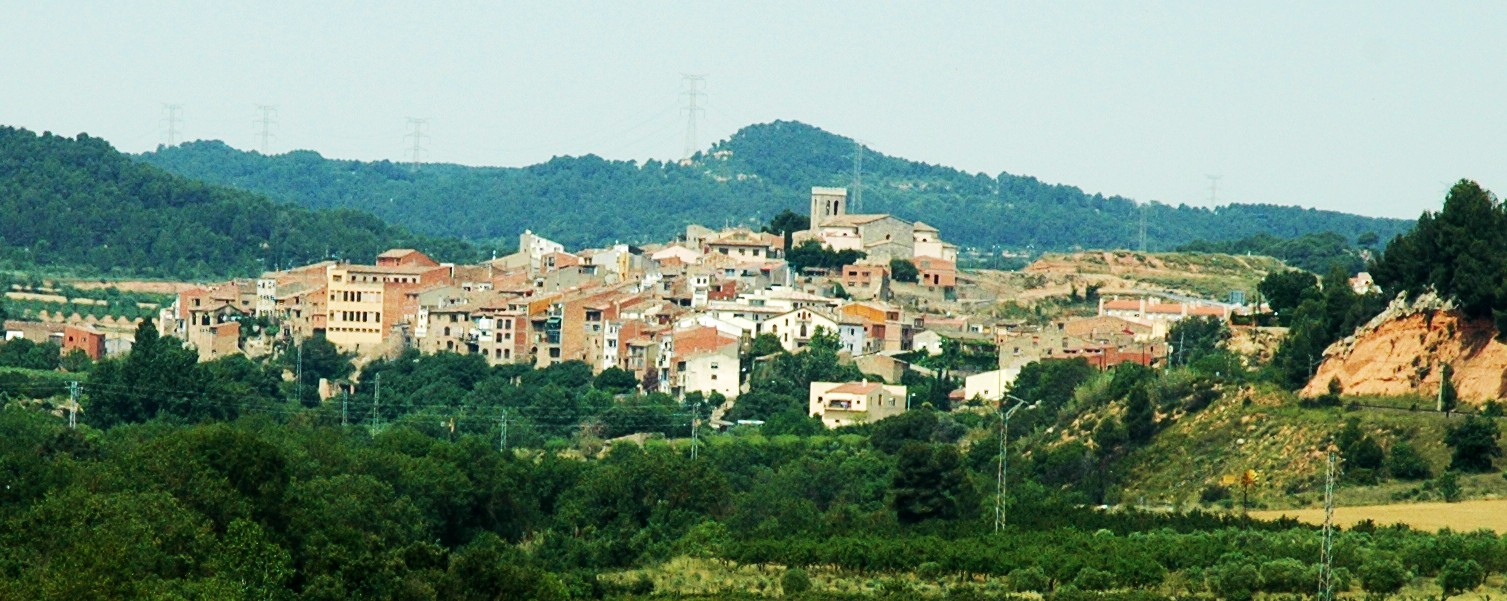
Vimbodí des del castell de Milmanda

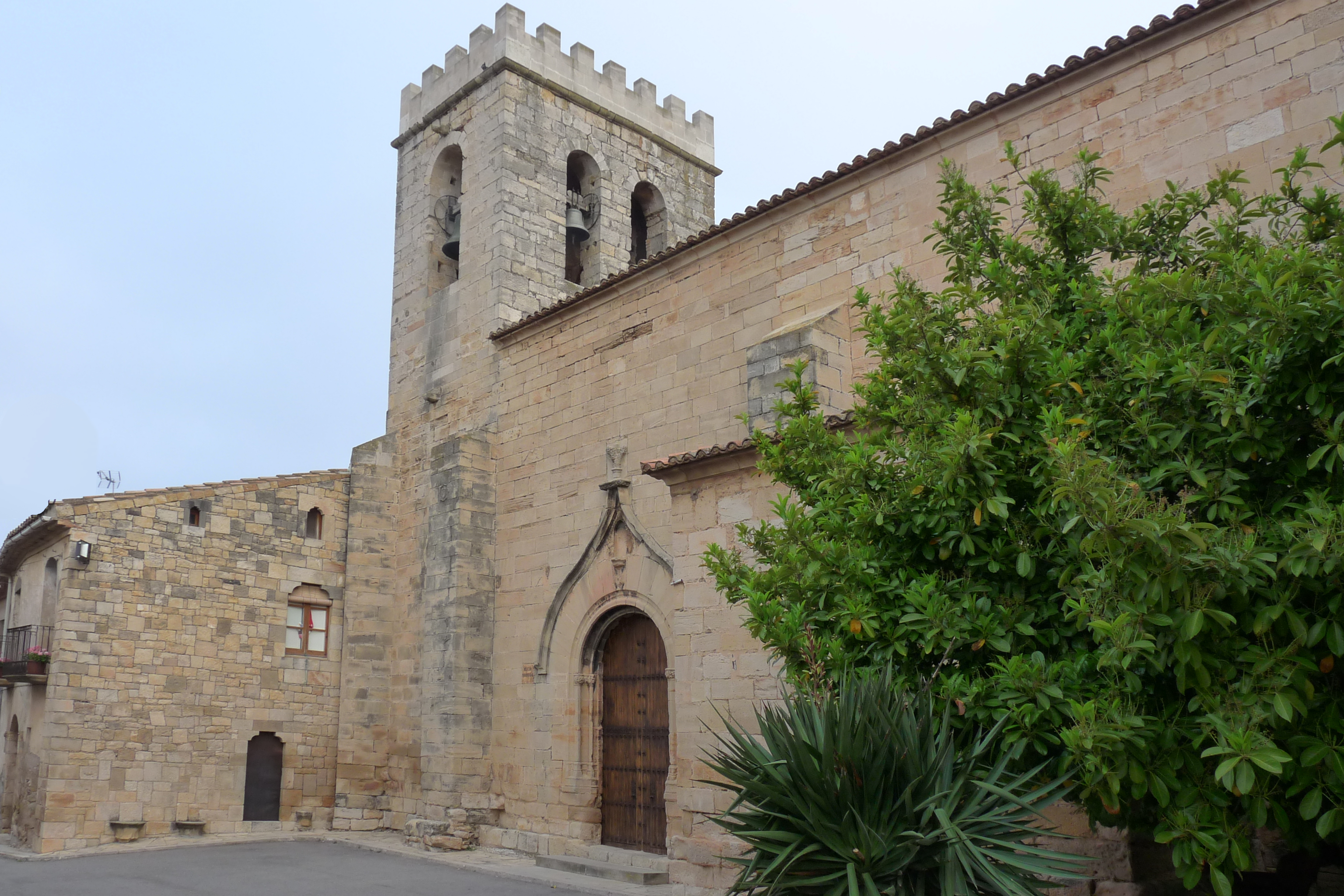
L'església de Vimbodí